# USS Perry (DD-340)
USS Perry (DD-340/DMS-17) là một tàu khu trục lớp Clemson được Hải quân Hoa Kỳ chế tạo vào cuối Chiến tranh Thế giới thứ nhất. Nó là chiếc tàu chiến thứ ba trong số bảy chiếc của Hải quân Hoa Kỳ được đặt theo tên Thiếu tướng Hải quân Oliver Hazard Perry (1785-1819), người tham gia cuộc Chiến tranh 1812, và là anh ruột của Thiếu tướng Hải quân Matthew Calbraith Perry (1794-1858), người thúc đẩy sự mở cửa của Nhật Bản. Được cải biến thành một tàu quét mìn cao tốc và xếp lại lớp với ký hiệu lườn DMS-17, Perry đã tiếp tục phục vụ trong suốt Chiến tranh Thế giới thứ hai cho đến khi bị đắm do trúng mìn vào ngày 13 tháng 9 năm 1944.

## Thiết kế và chế tạo
Perry được đặt lườn vào ngày 15 tháng 9 năm 1920 tại Xưởng hải quân Mare Island ở Vallejo, California. Nó được hạ thủy vào ngày 29 tháng 10 năm 1921, được đỡ đầu bởi cô Anne R. Scudder, và được đưa ra hoạt động vào ngày 7 tháng 8 năm 1922 dưới quyền chỉ huy của Hạm trưởng, Đại úy Hải quân Richard H. Booth.

## Lịch sử hoạt động

### Giữa hai cuộc thế chiến
Perry hoạt động ngoài khơi San Diego cho đến ngày 17 tháng 1 năm 1923, khi nó được cho xuất biên chế và đưa về lực lượng dự bị cho đến ngày 1 tháng 4 năm 1930, lúc nó được nhập biên chế trở lại. Sau khi hoạt động ngoài khơi bờ biển California, nó thực hiện một chuyến đi đến Alaska vào cuối mùa Hè năm 1930 cùng các thành viên của Quốc hội Hoa Kỳ trên tàu trong một chuyến đi thị sát. Trong một thập niên tiếp theo, nó tham gia các cuộc thực hành hải đội và hạm đội cũng như các cuộc tập trận phối hợp Lục- Hải quân cùng Tuần duyên tại khu vực Đông Thái Bình Dương, vùng biển Caribe và khu vực Tây Đại Tây Dương.
Vào ngày 2 tháng 4 năm 1940, Perry rời San Diego, California để đi sang cảng nhà mới Trân Châu Cảng, hộ tống cho thiết giáp hạm Arizona. Trong năm tháng tiếp theo, nó tuần tra tại vùng biển Hawaii, vào tháng 10 đã đi vào Xưởng hải quân Trân Châu Cảng để được cải biến thành một tàu quét mìn cao tốc. Được mang ký hiệu lườn mới DMS–17 từ ngày 19 tháng 11 năm 1940, nó gia nhập Đội quét mìn 2 tại Trân Châu Cảng vào tháng 1 năm 1941, và trong mùa Xuân năm đó đã quay trở lại San Diego, nơi vào ngày 1 tháng 7, nó lên đường hộ tống cho Arizona đi đến Trân Châu Cảng.

### Thế Chiến II
Vào ngày 7 tháng 12 năm 1941, Perry neo đậu tại Trân Châu Cảng. Không lâu sau khi Hải quân Nhật bắt đầu cuộc tấn công, nó lên đường, bắn rơi một máy bay đối phương, và làm nhiệm vụ tuần tra và quét mìn các hướng tiếp cận lối ra vào cảng. Nó tiếp tục tuần tra ngoài khơi cho đến ngày 31 tháng 5 năm 1942, trước khi lên đường quay trở lại vùng bờ biển California. Sau khi được cải biến tại Xưởng hải quân Mare Island, nó lên đường vào ngày 31 tháng 7 hộ tống một đoàn tàu vận tải đi Trân Châu Cảng. Từ Hawaii, nó đi đến Kodiak để hỗ trợ cho chiến dịch tại khu vực quần đảo Aleut. Trong một năm tiếp theo, cho đến khi tái chiếm được Kiska vào ngày 15 tháng 8 năm 1943, nó hoạt động quét mìn và giải cứu, hộ tống các đoàn tàu chuyển quân và tiếp liệu trong vùng biển dày đặc sương mù của Bắc Thái Bình Dương. Nó rời khu vực này vào ngày 8 tháng 9.
Sau một chặng dừng tại Hawaii, Perry đi đến San Francisco để sửa chữa. Sau khi quay trở lại Trân Châu Cảng vào ngày 27 tháng 11, nó gia nhập Đệ Ngũ hạm đội đang được tập trung cho kế hoạch tấn công quần đảo Marshall. Vào ngày 31 tháng 1 năm 1944, nó đi đến ngoài khơi Kwajalein chiếm lấy vị trí tuần tra chống tàu ngầm bảo vệ khu vực vận chuyển. Nó rời đảo san hô này năm ngày sau đó, hộ tống các tàu vận tải chuyển quân đi Nouméa, tiến hành các hoạt động quét mìn tại khu vực quần đảo Solomon, rồi vào ngày 3 tháng 4 đã lên đường cùng Đội quét mìn 2 để đi New Guinea. Ba ngày sau, nó gia nhập Đệ Thất hạm đội tại vịnh Milne, và đến giữa tháng 4 đã khởi hành cùng Đội đặc nhiệm 77.3, hoạt động như một tàu hộ tống và chống tàu ngầm, đi đến ngoài khơi Aitape vào ngày 22 tháng 4. Trước khi diễn ra cuộc đổ bộ tại đây, nó càn quét khu vực giữa các đảo Tamara và Alli, rồi làm nhiệm vụ tuần tra chống tàu ngầm và bắn phá bờ biển.
Perry tiếp tục ở lại vùng biển New Giunea cho đến ngày 6 tháng 5, khi nó đi về phía Đông để gia nhập trở lại Đệ Ngũ hạm đội tại Solomon, chuẩn bị cho chiến dịch tấn công quần đảo Mariana. Được phân về Đội đặc nhiệm 51.17, nó đi đến ngoài khơi Saipan và tiến hành các hoạt động quét mìn vào ngày 13 tháng 6 dưới sự che chở của các thiết giáp hạm thuộc lực lượng Đặc nhiệm 58. Hoàn tất nhiệm vụ quét mìn vào ngày hôm sau, nó tiếp nối nhiệm vụ hộ tống tại khu vực tuyến đầu, bảo vệ các tàu vận chuyển ngoài khơi các bãi đổ bộ trong suốt quá trình đổ bộ cũng như lúc diễn ra Trận chiến biển Philippine. Vào ngày 26 tháng 6, nó rời Saipan để đi Eniwetok, nơi nó khởi hành cùng Đội đặc nhiệm 53.1 để đi Guam. Từ ngày 14 đến ngày 20 tháng 6, nó hộ tống cho các con tàu làm nhiệm vụ bắn phá chuẩn bị, và khi binh lính đổ bộ vào ngày 21 tháng 6, nó hộ tống cho các tàu bắn hỏa lực yểm trợ. Trước khi rời khu vực Marianna năm ngày sau đó, nó tham gia bắn phá Rota, rồi quay trở về Guam, nơi nó lên đường ngay ngày hôm đó đi Eniwetok hộ tống các tàu vận tải. Nó lại chuẩn bị tại vùng quần đảo Solomon cho chiến dịch tiếp theo tấn công lên Palau.
Vào ngày 6 tháng 9, Đội quét mìn 2 khởi hành từ đảo Florida, và đến ngày 12 tháng 9 đã đi đến mục tiêu, nơi đơn vị bắt đầu các hoạt động quét mìn ngoài khơi đảo Peleliu. Lúc 08 giờ 11 phút, một quả mìn phát nổ đã phá hủy thiết bị quét mìn của Perry bên mạn trái. Đến 10 giờ 28 phút nó thay thế xong thiết bị quét mìn, và lại nằm trong đội hình tiếp tục hoạt động cho đến xế trưa. Đêm hôm đó nó hoạt động tuần tra chống tàu ngầm, và sang sáng hôm sau 13 tháng 9 lại tiếp nối các hoạt động quét mìn. Lúc 14 giờ 18 phút ngoài khơi Anguar, một vụ nổ dưới nước dữ dội xảy ra bên mạn phải phía giữa tàu gây chấn động mạnh con tàu; hơi nước cung cấp cho động cơ bị mất và phòng nồi hơi phía trước bị ngập nước. Con tàu bị nghiêng ngay một góc 30° sang mạn trái, không ngừng tăng thêm, và đến 14 giờ 20 phút chỉ huy con tàu phải ra lệnh bỏ tàu. Dưới sự trợ giúp của Preble (DD-345), các nỗ lực nhằm cứu con tàu được tiến hành, nhưng đến 15 giờ 15 phút mọi người được lệnh rời tàu. Lúc 16 giờ 05 phút Perry lật úp, vỡ làm đôi tại nơi hư hại và đắm lúc 16 giờ 07 phút ở tọa độ 6°53′B 134°10′Đ / 6,883°B 134,167°Đ, ở độ sâu cách mặt nước 40 fathom.

## Phần thưởng
Perry được tặng thưởng sáu Ngôi sao Chiến trận do thành tích phục vụ trong Thế Chiến II.

## Di sản
Xác tàu đắm của Perry được tìm thấy vào ngày 1 tháng 5 năm 2000. Vào tháng 12 năm 2003, Michael Norwood, một thợ lặn, đã tử nạn trong khi quay phim cho chương trình truyền hình Deep Sea Detectives.